# 15 de octubre
El 15 de octubre es el 288.º (ducentésimo octogésimo octavo) día del año —el 289.º (ducentésimo octagésimo noveno) en los años bisiestos— en el calendario gregoriano. Quedan 77 días para finalizar el año.

## Acontecimientos
- 1385: Batalla de Valverde con el triunfo de Nuno Álvares Pereira sobre los castellanos en Valverde de Mérida, dentro de las agresiones portuguesas en territorio castellano, tras su éxito en Aljubarrota, que no concluirían hasta la firma del Tratado de Ayllón (Segovia) en 1411.
- 1522: en Valladolid, el rey Carlos I expide una real cédula por la que se confiere a Hernán Cortés el título de gobernador y capitán general de la Nueva España (actual México).
- 1582: en Roma, el papa Gregorio XIII decreta el calendario gregoriano en sustitución del calendario juliano; este día (viernes 15 de octubre de 1582) vino después del jueves 4 de octubre (no existieron las 10 fechas intermedias).
- 1768: en Cuba se desata la Tormenta de Santa Teresa. En La Habana el huracán derriba 70 varas (unos 59 metros) de la muralla sur de la ciudad, y arrastra varios buques hasta la falda del castillo de Atarés (terminado de construir el año anterior), a 200 metros de la costa de la ensenada de Atarés.
- 1780: en las islas Antillas (mar Caribe) es el sexto día del Gran Huracán de 1780, el primer huracán con mayor número de víctimas mortales de los que se tienen datos (22 000 muertes directas, 27 000 muertes totales). Durará hasta mañana.
- 1783: por primera vez seres humanos suben en los globos de los hermanos Montgolfier.
- 1809: en Buenos Aires (Virreinato del Río de la Plata) el virrey Baltasar Hidalgo de Cisneros abre el puerto al comercio libre de las demás naciones.
- 1815: Napoleón Bonaparte llega a la isla de Santa Elena, lugar de su destierro hasta su muerte.
- 1821: las Cortes españolas deciden crear la provincia de Logroño.
- 1841: En el Camino de los Pontones de Madrid, España, es fusilado el general Diego de León, protagonista del asalto al Palacio Real durante el alzamiento contra Espartero.

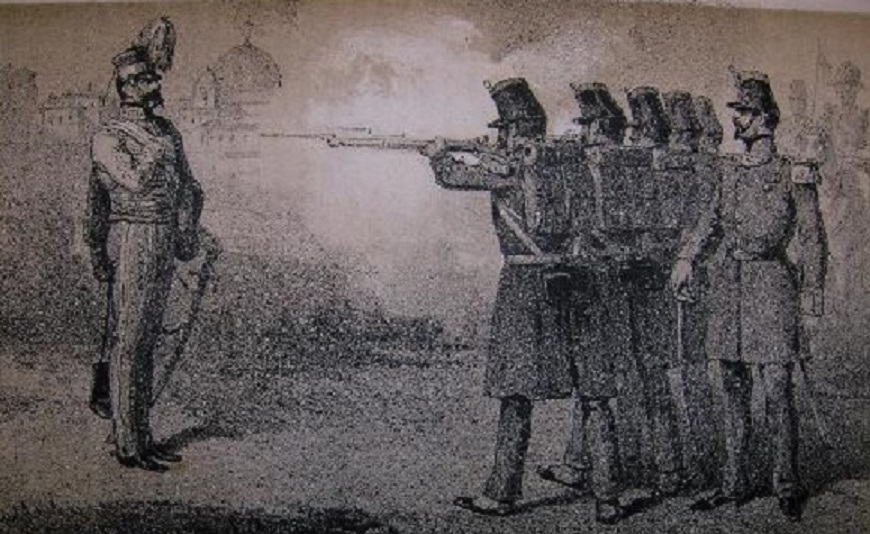
Fusilamiento del general Diego de León. Grabado del.

- 1846: en el estado de Veracruz (México), el ejército patriota defiende el Puerto de Alvarado contra de la invasión estadounidense.
- 1853: En Perú, se desarrolla el Baile de la Victoria, una de las fiestas más lujosas y escandalosos organizada por la entonces primera dama, Victoria Tristán de Echenique, esposa del presidente, José Rufino Echenique el día 15 de diciembre de 1853.
- 1874: En Quito (Ecuador) se establece la Academia Ecuatoriana de la Lengua.
- 1879: Riada de Santa Teresa, en el río Segura que alcanza un caudal de 1890 m³/s en Murcia y ocasiona graves destrozos en el valle del Guadalentín, Huerta de Murcia y Vega Baja. En la cabecera del Guadalentín se estima que cayeron 600 mm/h. Fallecieron en total 1077 personas, principalmente en Murcia y Orihuela.
- 1880: en Alemania, luego de más de 600 años de construcción, se inaugura la Catedral de Colonia.
- 1894: en Francia, la policía detiene al capitán judío francés Alfred Dreyfus acusado injustamente de alta traición a favor de Alemania.
- 1910: en Cuba se registra la tercera jornada del Ciclón de los Cinco Días. Mata a unas 700 personas. En La Habana rompe el malecón. Se considera una de las peores catástrofes naturales en la Historia cubana.[1] Fue muy polémico, porque el Servicio Meteorológico de los Estados Unidos afirmaba que eran dos ciclones separados, mientras que el meteorólogo cubano José Carlos Millás Hernández (1889-1965) decía que era solo uno, lo cual pudo demostrar tomando las observaciones realizadas por varios buques. A este tipo de lazo se le llamó «recurva de Millás».[2]
- 1910: en Bahía Blanca (Argentina) se funda el Club Olimpo, equipo de la Primera B Nacional de fútbol.
- 1914: en Bogotá (Colombia), el político liberal Rafael Uribe Uribe fue herido de muerte, cuando caminaba hacia el Capitolio Nacional (sede del Congreso colombiano), fallece al día siguiente.
- 1930: Primer vuelo en Argentina del monoplano monoplaza de caza Dewoitine D.21, impulsado por un motor Lorraine Dietrich de 450 hp. Construido bajo licencia francesa, la Fábrica Militar de Aviones produjo un total de treinta y dos unidades. Piloto: sargento José Honorio Rodríguez.
- 1940: en el Castillo de Montjuic, es fusilado Lluís Companys, presidente de la Generalidad de Cataluña durante la Segunda República española. El 13 de agosto había sido detenido en Bretaña por agentes alemanes de la Gestapo nazi (que habían invadido Francia), que lo entregaron a las autoridades franquistas el 29 de agosto de 1940.
- 1944: En el marco de la Segunda Guerra Mundial, la ciudad alemana de Duisburg es bombardeada, produciéndose un millar de víctimas mortales. Esta ciudad sería bombardeada en un total de 299 ocasiones a lo largo de la guerra.[3]
- 1946: La Resolución 9 del Consejo de Seguridad de las Naciones Unidas fue adoptada.
- 1949: en Bucaramanga (Colombia) se funda el club de fútbol Atlético Bucaramanga.
- 1955: Con solo 26 años, el médico mexicano Luis Ernesto Miramontes logra sintetizar la noretisterona, sustancia fundamental para crear la primera píldora anticonceptiva con lo que debió haber sido postulado para el Premio Nobel pero errores de interpretación lo impidieron.
- 1957 en Estados Unidos Elvis Presley saca a la venta el Elvis Christmas Album, el álbum navideño más vendido en Estados Unidos y en el mundo con más de 10 000 000 de copias.
- 1962: el Gobierno de J. F. Kennedy inicia un bloqueo militar a la isla de Cuba (Crisis de los misiles).
- 1964: La troika formada por Leonid Brézhnev, Alekséi Kosygin y Nikolái Podgorni sustituye a Nikita Jrushchov al frente de la Unión Soviética.
- 1964: en Saigón (Vietnam), militares estadounidenses fusilan al joven obrero vietnamita y guerrillero comunista Nguyen Van Troi.
- 1967: en la ciudad soviética de Stalingrado (actual Volgogrado) se inaugura la estatua ¡La Madre Patria llama!, de Yevgueni Vuchétich. Con 87 metros, fue la estatua más grande del mundo hasta la inauguración en 1989 de la estatua de Ashibetsu (Japón), de 88 m.
- 1979: en El Salvador el presidente Carlos Humberto Romero es derrocado por un golpe de Estado y sustituido en el poder por la Junta Revolucionaria de Gobierno.
- 1987: Thomas Sankara, jefe de Estado y gobierno de Burkina Faso, es asesinado en un golpe militar.  Blaise Compaoré, el líder de los golpistas, se convierte en el nuevo jefe de Estado.
- 1989: en Sudáfrica, el Congreso Nacional Africano, liderado por Nelson Mandela es legalizado tras casi 30 años de prohibición.
- 1994: regresa a Haití, con el apoyo de Estados Unidos, el exiliado presidente Jean Bertrand Aristide.
- 1995: en Irak, Saddam Hussein es reelegido presidente mediante un referéndum.
- 1997: Estados Unidos lanza la sonda Cassini-Huygens hacia el planeta Saturno.
- 2003: China lanza el Shenzou 5, fue la primera misión tripulada al espacio enviada por la República Popular China, llevando a bordo al primer astronauta chino (taikonauta), Yang Liwei.
- 2005: en un referéndum, el pueblo de Irak ratifica la nueva Constitución democrática redactada por una Asamblea Constituyente.
- 2006: en Hawái sucede un terremoto de 6.7  grados de la escala de Richter.
- 2006: Estudiantes de La Plata derrota en el clásico platense por 7:0 a Gimnasia y Esgrima, en un partido de fútbol correspondiente a la Primera División de Argentina, y establece la mayor goleada de la historia de este enfrentamiento, que se celebra desde 1916.
- 2011: tienen lugar manifestaciones pacíficas, en más de seiscientas cincuenta ciudades de ochenta países, para reclamar un cambio a nivel mundial por la mala gestión de la clase política.[4]
- 2013: Bosnia y Herzegovina clasifica a su primer mundial de fútbol.
- 2013: Con una serie de combinaciones que dejaría fuera de último momento a Panamá del mundial de futbol, México se clasifica al repechaje del Mundial 2014, en uno de los capítulos más cardiacos del hexagonal y sombríos del combinado mexicano.
- 2017: Un gran incendio forestal devasta la región española de Galicia y el norte de Portugal, dejando decenas de muertes.
- 2022: BTS realiza su último concierto antes de enlistarse, Yet To Come In Busan, en el Busan Asiad Main Stadium, esto en apoyo a la candidatura de Busan para la Exposición Mundial 2030. El evento, también transmitido en vivo, alcanzó a más de 49 millones de espectadores a nivel global, mientras que presencial, albergó a más de 50,000 asistentes, mientras que otras 12.000 se congregaron en distintos puntos de la ciudad para disfrutar del recital a través de pantallas gigantes.

## Nacimientos
- 70 a. C: Virgilio, poeta romano (f. 19 a. C.).
- 1218: Hulagu, Kan del Ilkanato (f. 1265).
- 1265: Timur Kan, o Emperador Chengzong de Yuan, emperador de China (f. 1307)
- 1440: Enrique III de Hesse, Landgrave de Alto Hesse, noble alemán (f. 1483).
- 1471: Konrad Mutian, humanista alemán y epigramatista.
- 1527: María Manuela de Portugal, princesa consorte de Asturias e infanta portuguesa (f. 1545).
- 1542: Akbar, gobernante del Imperio mogol (f. 1605).
- 1566: Sigrid Eriksdotter, princesa sueca (f. 1633).
- 1599: Cornelis de Graeff, alcalde de Ámsterdam (f. 1664).
- 1608: Evangelista Torricelli, físico y matemático italiano (f. 1647).
- 1622: Magnus Gabriel De la Gardie, noble, político y gobernante de facto de Suecia (f. 1686).
- 1686: Allan Ramsay, poeta escocés (f. 1758).
- 1701: Maria Margarita de Youville, monja canadiense y santa (f. 1771).
- 1711: Isabel Teresa de Lorena, reina consorte de Cerdeña (f. 1741).
- 1726: Juan Vicente Bolívar y Ponte, aristócrata venezolano (f. 1786).
- 1775: Alberto Lista, matemático, poeta, periodista y crítico literario español (f. 1848).
- 1777: Manuel José Anguita Téllez, «Rafael de Vélez», arzobispo español (f. 1850).
- 1783: Rafael Maroto, militar español (f. 1853).
- 1784: Thomas Robert Bugeaud, mariscal de Francia (f. 1849).
- 1785: José Miguel Carrera, político y militar chileno (f. 1821).
- 1790: Giovanni David, tenor italiano (f. 1864).
- 1794: José María Plá, político y presidente interino uruguayo en 1856 (f. 1869).
- 1795: Federico Guillermo IV, rey prusiano (f. 1861).
- 1814: Mijaíl Lermontov, escritor y poeta romántico ruso (f. 1841).
- 1818: Alexander Dreyschock, pianista y compositor romántico checo (f. 1869).
- 1820: Mariano Herencia Zevallos, militar y político peruano (f. 1873).
- 1825: María de Prusia, reina consorte de Baviera (f. 1889).
- 1829: Asaph Hall, astrónomo estadounidense (f. 1907).
- 1831: Isabella Bird, exploradora, escritora, fotógrafa y naturalista inglesa (f. 1904).
- 1836: James Tissot, pintor francés (f. 1902).
- 1840: Honoré Mercier, primer ministro de Quebec (f. 1894).
- 1844: Friedrich Wilhelm Nietzsche, filósofo alemán (f. 1900).
- 1858: John L. Sullivan, boxeador estadounidense (f. 1918).
- 1862: Conrad Ansorge, pianista, compositor y profesor alemán (f. 1930).
- 1865: Charles W. Clark, barítono estadounidense (f. 1925).
- 1869: Francisco Largo Caballero, político, sindicalista y presidente español entre 1936 y 1937 (f. 1946).
- 1872: Carlos Vaz Ferreira, filósofo uruguayo (f. 1958).
- 1872: August Nilsson, atleta sueco (f. 1921)
- 1874: Alfredo Alejandro de Sajonia-Coburgo-Gotha (f. 1899)
- 1877: Francisco Villaespesa, escritor español (f. 1936).
- 1877: Ricardo León, escritor español (f. 1943).
- 1878: Paul Reynaud, político francés (f. 1966).
- 1879: Tomás Meabe, político y escritor español (f. 1966).
- 1879: Jane Darwell, actriz estadounidense (f. 1967).
- 1881: José Arce, médico y político argentino (f. 1968).
- 1881: P. G. Wodehouse, escritor humorístico británico (f. 1975)
- 1882: Manuel Goded, militar español (f. 1936).
- 1885: Jóhannes Sveinsson Kjarval, pintor islandés. (f. 1972)
- 1887: Frederick Fleet, marino y militar británico (f. 1965)
- 1888: S.S. Van Dine, crítico de arte y autor estadounidense (f. 1939).
- 1889: Atilio Cattáneo, militar y político argentino (f. 1957).
- 1894: Moshé Sharet, primer ministro israelí (f. 1965).
- 1895: Thérèse Bertrand-Fontaine, médico francesa (f. 1987).
- 1895: Alfred Neumann, guionista de cine y escritor alemán (f. 1952).
- 1899: José Ramón Guizado Valdés, político panameño (f. 1964).
- 1900: Mervyn LeRoy, cineasta estadounidense (f. 1987).
- 1901: Tamara Garina, actriz ruso-mexicana (f. 1979).
- 1901: Enrique Jardiel Poncela, escritor español (f. 1952).
- 1901: Manuel Vidal Hermosa, futbolista español (f. 1965).
- 1902: Amparo Poch y Gascón, médica y escritora anarquista española (f. 1968).
- 1906: Victoria Spivey, pianista americano y cantante de blues (f. 1976)
- 1907: Varian Fry, periodista estadounidense (f. 1967)
- 1908: John Kenneth Galbraith, economista canadiense (f. 2006).
- 1913: Teresa Pizarro de Angulo, Empresaria colombiana, reconocida por su asociación con el Concurso Nacional de Belleza (f. 2000).
- 1914: Mohamed Zahir Shah, rey de Afganistán (f. 2007).
- 1915: Isaac Shamir, primer ministro israelí (f. 2012).
- 1915: Marisa Villardefrancos, escritora española (f. 1975).
- 1916: Al Killian, trompetista estadounidense de jazz (f. 1950).
- 1916: George Turner, crítico literario y escritor australiano (f. 1997).
- 1917: Arthur Meier Schelesinger, historiador y crítico social estadounidense (f. 2007).
- 1920: Mario Puzo, novelista estadounidense (f. 1999).
- 1920: Henri Verneuil, cineasta y director armenio (f. 2002).
- 1921: Angelica Rozeanu, jugadora rumana de tenis de mesa (f. 2006).
- 1921: Al Pease, piloto británico-canadiense de automovilismo (f. 2014).
- 1922: Aurora Bautista, actriz española (f. 2012).
- 1922: Agustina Bessa-Luís, escritora portuguesa (f. 2019).
- 1922: Alfons Figueras, historietista español (f. 2009).

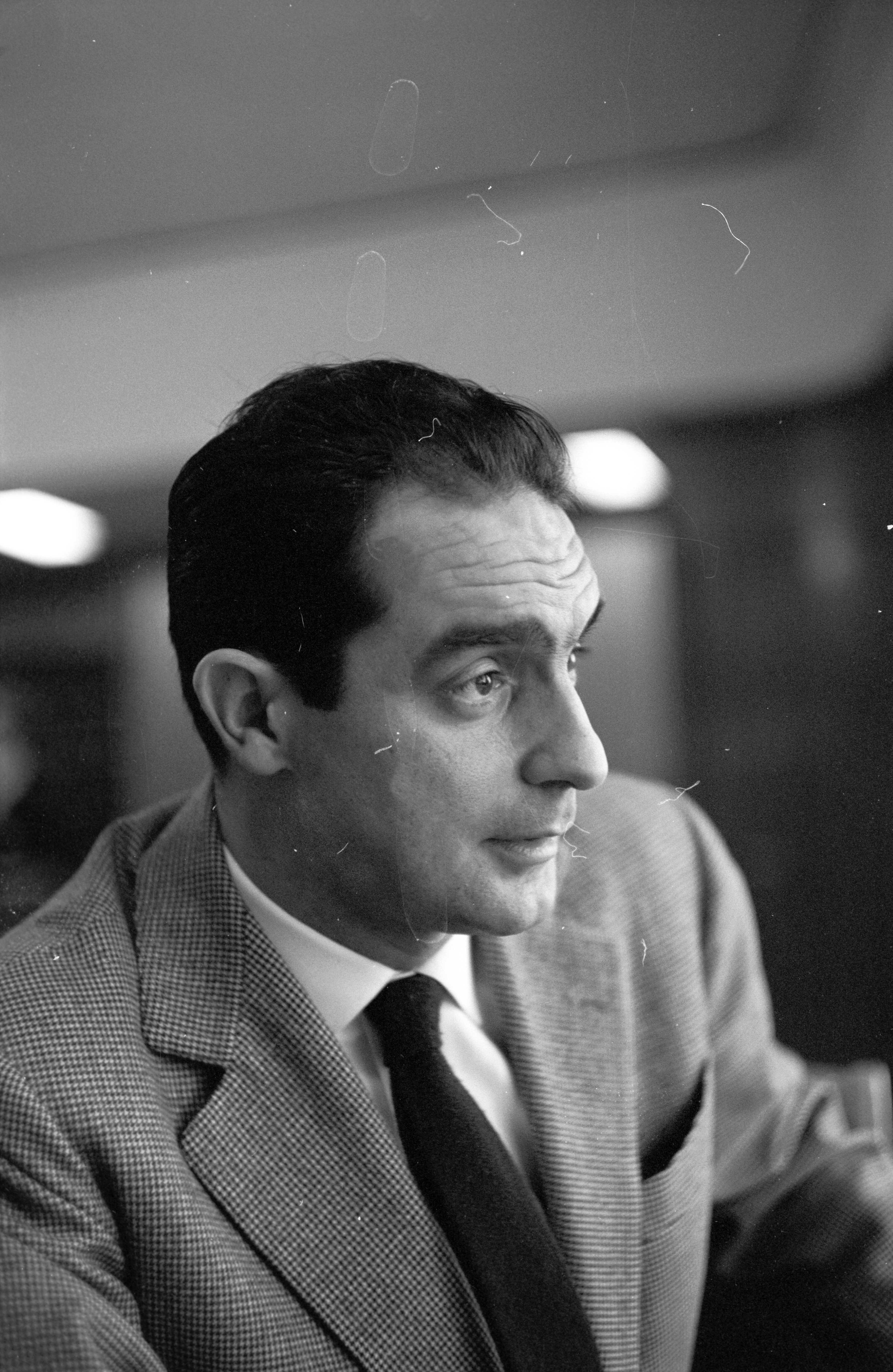
Italo Calvino

- 1923: Italo Calvino, escritor italiano (f. 1985).
- 1923: Antonio Fontán, periodista y político español (f. 2010).
- 1924: Lee Iacocca, empresario estadounidense (f. 2019).
- 1925: Mickey Baker, guitarrista estadounidense (f. 2012).
- 1925: Tony Hart, artista inglés y presentador de televisión (f. 2009)
- 1926: Michel Foucault, filósofo francés (f. 1984).
- 1926: Agustín García Calvo, filólogo y anarquista español (f. 2012).
- 1926: Jean Peters, actriz estadounidense (f. 2000).
- 1926: Ed McBain, escritor y guionista estadounidense (f. 2005).
- 1926: Karl Richter, músico alemán (f. 1981).
- 1926: Genrich Altshuller, ingeniero y escritor soviético (f. 1998).
- 1927: Francisco Ferrari, actor argentino (f. 2011).
- 1928: María Cristina Arango de Pastrana, primera dama de Colombia 1970-1974 (f. 2017).
- 1930: FM-2030 (Fereydun M. Esfandiary), filósofo iraní (f. 2000).
- 1931: Abdul Kalam, político hindú (f. 2015).
- 1934: Wang Meng, escritor chino, ministro de Cultura 1986-1989.
- 1935: María Teresa Mirabal, agrimensora dominicana, una de las Hermanas Mirabal (f. 1960).
- 1935: Barry McGuire, cantautor estadounidense.
- 1935: Bobby Joe Morrow, atleta estadounidense (f. 2020).
- 1935: Willie O'Ree, jugador profesional canadiense de hockey sobre hielo.
- 1937: Linda Lavin, actriz estadounidense.
- 1938: Fela Kuti, músico nigeriano (f. 1997).
- 1940: Peter C. Doherty, inmunólogo australiano, premio nobel de medicina en 1996.
- 1942: Francisco Alcuaz, piloto de automovilismo argentino (f. 1996).
- 1942: Penny Marshall, actriz, productora y cineasta estadounidense.
- 1942: Éric Charden, cantante y compositor franco-vietnamita.
- 1942: Carlos Núñez Cortés, músico argentino, de la banda Les Luthiers.
- 1943: Arturo Montiel Rojas, político mexicano.

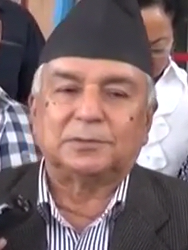
Ram Chandra Poudel

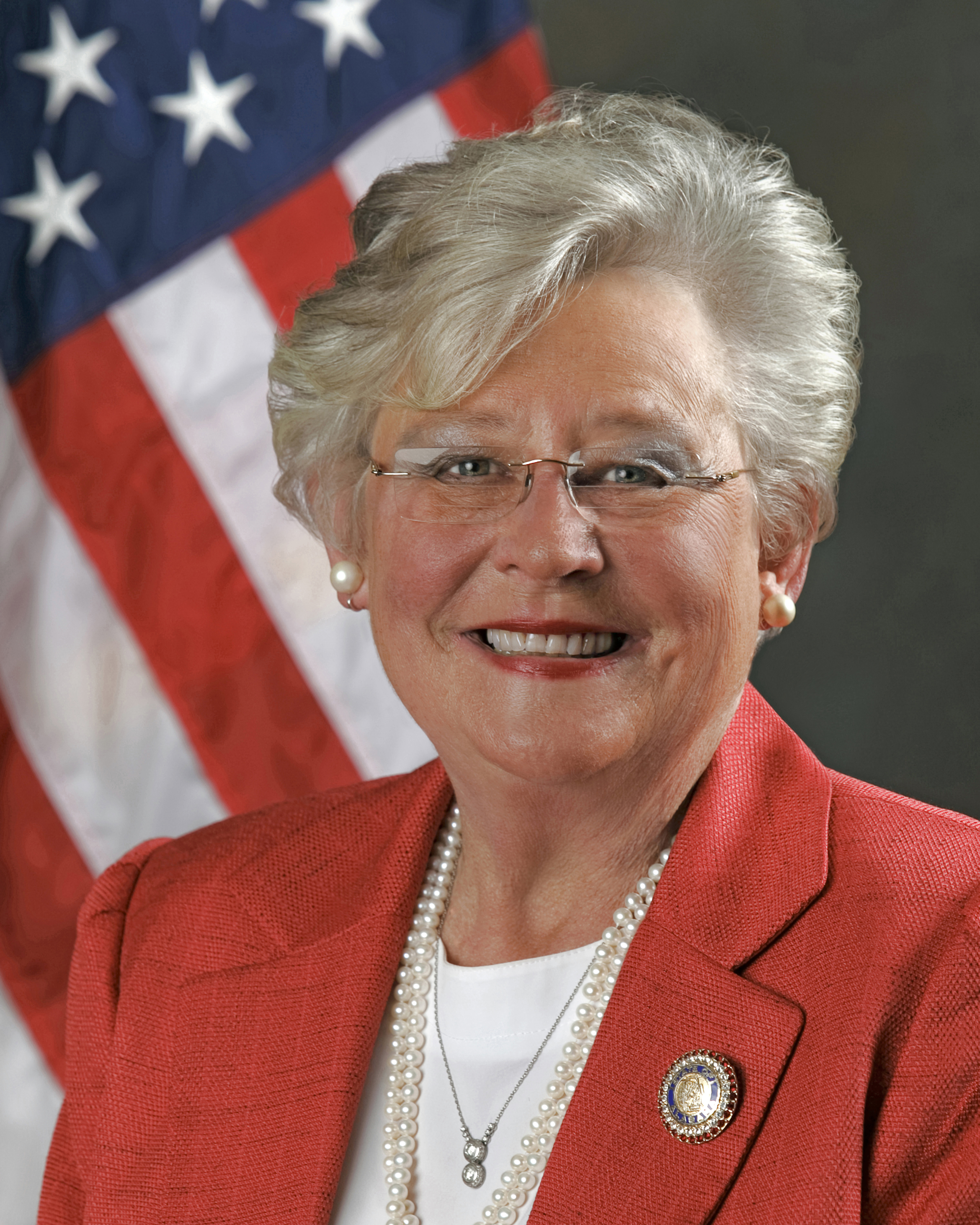
Kay Ivey

- 1944: Sali Berisha, médico, político y presidente albanés entre 1992 y 1997.
- 1944: David Trimble, político británico.
- 1944: Haim Saban, empresario y multimillonario israelí.
- 1944: Ram Chandra Poudel, político nepalí, Presidente de Nepal desde 2023.
- 1944: Kay Ivey, política estadounidense, Gobernadora de Alabama desde 2017.
- 1945: Neófito de Bulgaria, patriarca de la Iglesia ortodoxa búlgara entre 2013 y 2024 (f. 2024).
- 1945: Jim Palmer, exjugador estadounidense de béisbol
- 1946: Richard Carpenter, pianista, compositor y cantante estadounidense, del dúo The Carpenters.
- 1948: Chris de Burgh, cantautor argentino-irlandés.
- 1949: Jesús Delaveaux, actor peruano.
- 1949: Yoshio, cantante mexicano de ascendencia japonesa (f. 2020)
- 1950: Teresa Amy, poeta y traductora uruguaya.
- 1951: Roscoe Tanner, tenista estadounidense.
- 1951: Miguel Alfonso Murillo, actor colombiano de cine, teatro y TV (f. 2017).
- 1952: Manuel Jiménez, cantante y político dominicano.
- 1953: Cilia Flores, abogada y política venezolana.
- 1953: Tito Jackson, músico estadounidense, de la banda The Jackson Five.
- 1953: Larry Miller, actor estadounidense.
- 1953: Enrique Morán, futbolista español.
- 1954: Carlos Carvallo, locutor argentino.
- 1954: Diosdado Simón, investigador, biólogo, botánico, arboricultor y educador ambiental español.
- 1955: Carlos Mackenney Urzúa, abogado chileno.
- 1955: Guillermo Moreno, político argentino.
- 1955: Tanya Roberts, actriz estadounidense (f. 2021).
- 1956: Peter Caruana, político y ministro principal gibraltareño desde 1996.
- 1956: Jaime David Fernández Mirabal, agrónomo, médico y político dominicano.
- 1957: Mira Nair, cineasta india.
- 1957: Stacy Peralta, cineasta y skateboarder estadounidense.
- 1958: Marco Antonio Cornez, futbolista chileno (f. 2022).
- 1959: Sarah Ferguson, aristócrata británica.
- 1959: Andy Holmes, remero olímpico británico (f. 2010).
- 1959: Todd Solondz, cineasta estadounidense.
- 1962: Carlos Parrilla, actor y humorista argentino (f. 1992).
- 1963: Francisco Casavella, escritor español (f. 2008).
- 1965: Gabriel Gellón, biólogo, genetista y profesor argentino.
- 1965: Sergio Wischñevsky, historiador, periodista y catedrático argentino.
- 1966: Eric Benét, cantante estadounidense.
- 1966: Jorge Campos, futbolista mexicano.
- 1966: Fernando Madina, músico español, de la banda Reincidentes.
- 1967: Carlos García, beisbolista venezolano.

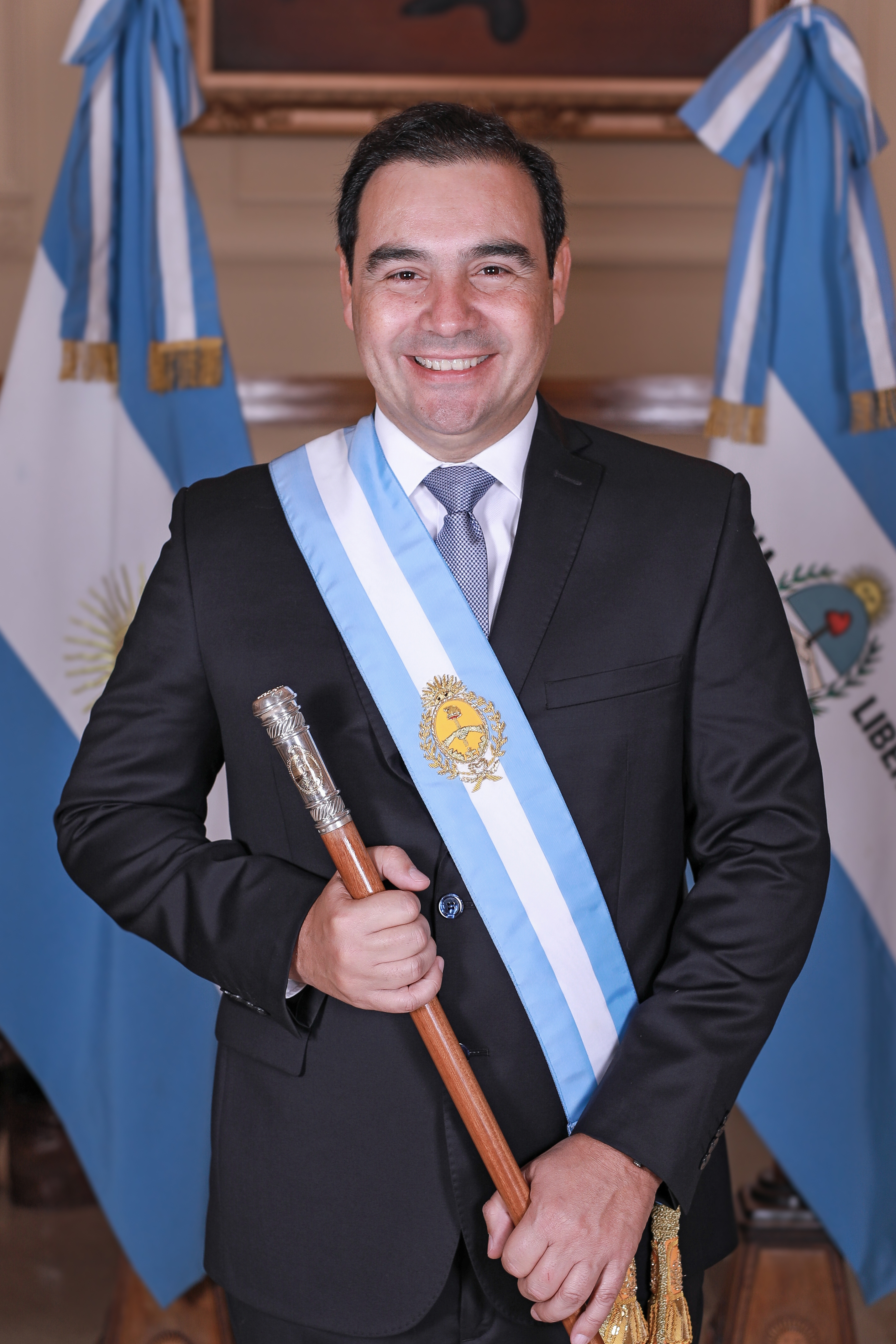
Gustavo Valdés

- 1968: Didier Deschamps, exfutbolista y entrenador francés.
- 1968: Matteo Garrone, cineasta italiano
- 1968: Jyrki 69, músico finlandés, de la banda The 69 Eyes.
- 1968: Gustavo Valdés, abogado y político argentino, Gobernador de Corrientes desde 2017.
- 1969: Carlos Alsina, periodista español.
- 1969: Kimberly Schlapman, cantante estadounidense, de la banda Little Big Town.
- 1969: Vanessa Marcil, actriz estadounidense.
- 1969: Dominic West, actor británico.
- 1969: Álvaro Elizalde, político chileno.
- 1970: Ginuwine, cantante estadounidense.
- 1971: Andy Cole, futbolista británico.
- 1971: Alberto Etchegaray, abogado y político chileno.
- 1971: Niko Kovač, futbolista y entrenador croata-alemán.
- 1972: Karla Álvarez, actriz mexicana (f. 2013).
- 1972: Carles Checa, piloto de motos español.
- 1972: Sandra Kim, cantante belga.
- 1973: Inés Bayo, cantante española (f. 2019).
- 1974: Cayetana Álvarez de Toledo, periodista, historiadora y política española.
- 1974: Bianca Rinaldi, actriz brasileña.
- 1975: Denys Shmyhal, empresario y político ucraniano, primer ministro de Ucrania desde 2020.
- 1976: Rodrigo Lombardi, actor brasileño.
- 1977: David Trezeguet, futbolista francés.
- 1977: Patricio Urrutia, futbolista ecuatoriano.

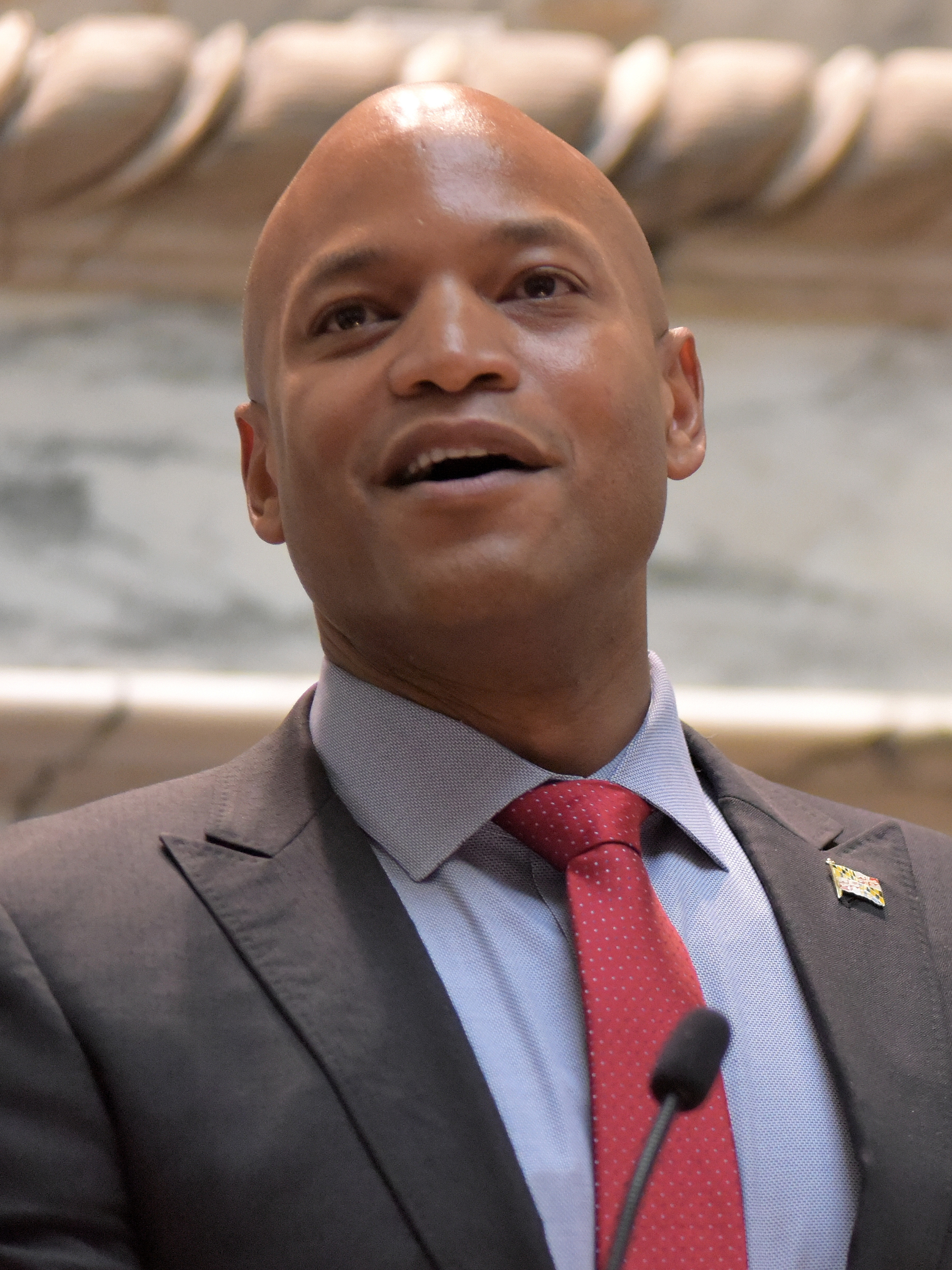
Wes Moore

- 1978: Romina Ricci, actriz argentina.
- 1978: Boško Balaban, futbolista croata.
- 1978: Jens Gustafsson, futbolista y entrenador sueco.
- 1978: Wes Moore, autor, político, empresario y productor de televisión estadounidense, Gobernador de Maryland desde 2023.
- 1978: Ludmilla Bodniyeva, balonmanista rusa.
- 1979: Paul Robinson, futbolista británico.
- 1979: Jaci Velásquez, cantante estadounidense.
- 1979: Maris Verpakovskis, futbolista letón.
- 1980: Tom Boonen, ciclista belga.
- 1980: Bárbara Lombardo, actriz argentina.
- 1980: Manuel Villalobos, futbolista chileno.
- 1980: Cosculluela, cantante puertorriqueño de rap y reguetón.
- 1981: Yelena Deméntieva, tenista rusa.
- 1982: Matías Oyola, futbolista argentino-ecuatoriano.
- 1983: Bruno Senna, piloto de carreras brasileño.
- 1983: Andreas Ivanschitz, futbolista austriaco.
- 1983: Stephy Tang, actriz y cantante de Hong Kong.
- 1984: Elize Ryd, cantautora sueca, música y compositora.
- 1985: Walter López, futbolista uruguayo.
- 1986: Lee Donghae, cantante y actor surcoreano, de la banda Super Junior.
- 1987: Ott Tänak, piloto de Rally estonio.
- 1988: Mesut Özil, futbolista alemán.
- 1990: Tomás Vodanovic, político chileno.
- 1991: Josefin Asplund, actriz sueca.
- 1991: Xana Lavey, cantante española.
- 1992: Vincent Martella, actor estadounidense.
- 1992: Álex Fernández, futbolista español.
- 1993: Víctor Cantillo, futbolista colombiano.
- 1994: Sebastián Yatra, cantante colombiano.
- 1995: Jakob Pöltl, baloncestista austriaco.
- 1995: Billy Unger, actor estadounidense.
- 1996: Grace Van Dien, actriz estadounidense.
- 1999: Bailee Madison, actriz estadounidense.
- 1999: Ben Woodburn, futbolista galés.
- 2005: Cristián de Dinamarca, príncipe danés.

## Fallecimientos
- 898: Lamberto de Spoleto, emperador carolingio entre el 894 y el 898, y rey de Italia entre el 892 y el 898 (n. 880).
- 958: Toda Aznárez de Pamplona, reina consorte de Pamplona (n. 876).
- 1173: Petronila, reina aragonesa (n. 1136).
- 1389: Urbano VI, papa italiano entre 1378 y 1389 (n. 1318).
- 1564: Andrés Vesalio, médico flamenco, fundador de la anatomía moderna (n. 1514).
- 1582: Teresa de Jesús, religiosa y santa española (n. 1515).
- 1584: Ricardo Gwyn, religioso, protomártir y santo galés (n. 1537).
- 1690: Juan de Valdés Leal, pintor y grabador barroco español (n. 1622).
- 1743: Sebastián de Jesús, fraile franciscano español beatificado a instancias del rey Carlos III (n. 1665).
- 1811: Tío Camuñas (Francisco Francisquete Sánchez Fernández), guerrillero español (n. 1762).
- 1820: Carlos Felipe de Schwarzenberg, diplomático y militar austríaco (n. 1771).
- 1841: Diego de León, militar español (n. 1807).
- 1858: Carl Gustaf Mosander, químico sueco, descubridor del lantano, el erbio y el terbio (n. 1797).

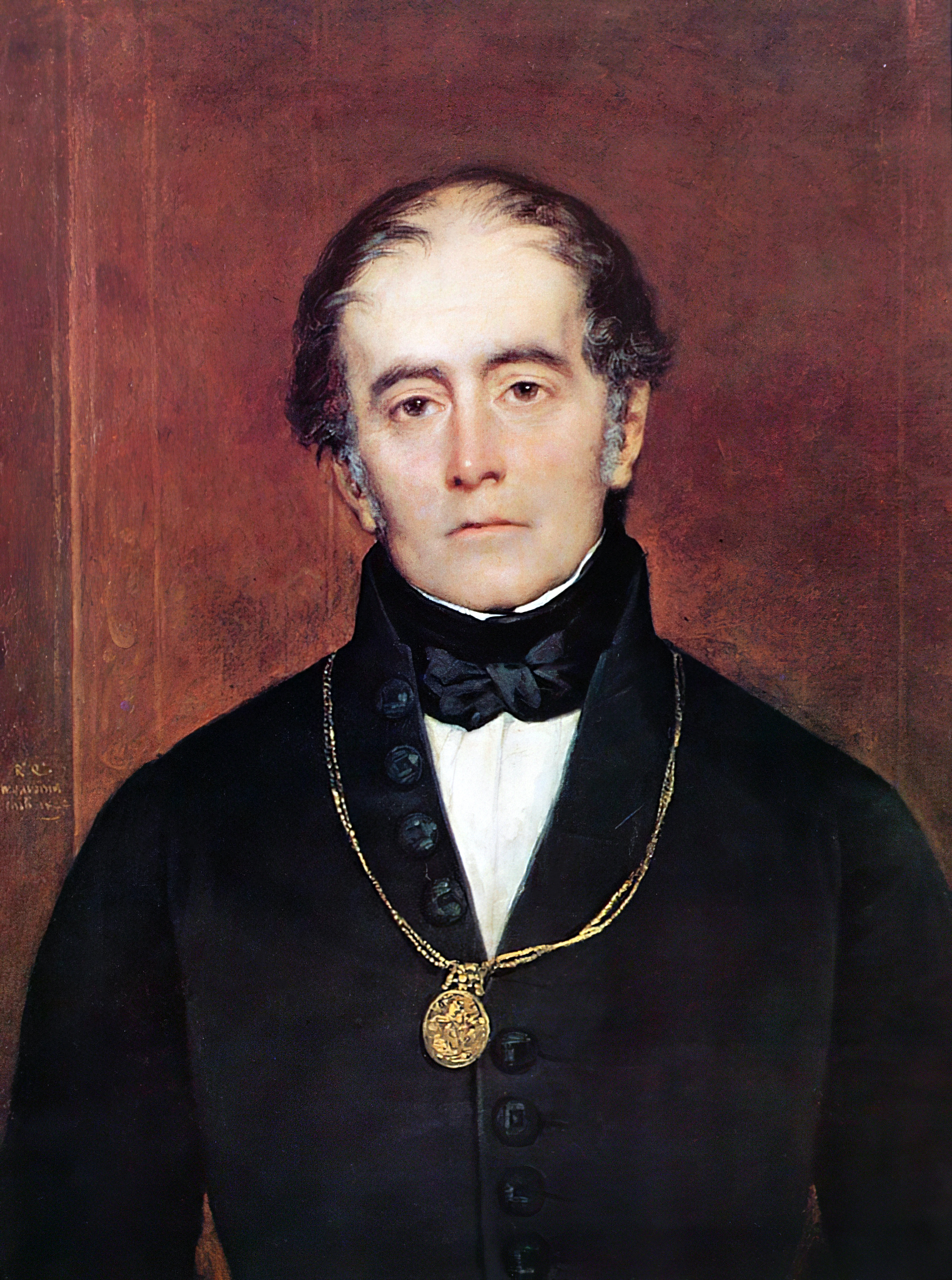
Andrés Bello

- 1865: Andrés Bello, humanista, poeta, filólogo, educador y jurista chileno de origen venezolano (n. 1781).
- 1882: Manuel Goded, militar español (f. 1936).
- 1891: Gilbert Arthur à Beckett, escritor británico (n. 1837).
- 1900: Zdeněk Fibich, compositor checo (n. 1850)
- 1917: Mata Hari, espía y bailarina de origen neerlandés (n. 1876).
- 1925: Daijirō Furuta, anarquista japonés (n. 1900).
- 1925: Dolores Jiménez y Muro, educadora, periodista y activista política mexicana (n. 1848).
- 1933: Inazō Nitobe, escritor japonés (n. 1862).
- 1934: Raymond Poincaré, político francés, presidente entre 1913 y 1920 (n. 1860).
- 1940: Lluís Companys, político y abogado español (n. 1882).
- 1943: Manshuk Mametova, servidora de ametralladoras soviética de origen kazajo y Heroína de la Unión Soviética (n. 1922).
- 1945: Pierre Laval, político francés (n. 1883).
- 1946: Luis Castellanos, pintor español (n. 1915).
- 1946: Hermann Wilhelm Göring, militar nazi alemán (n. 1893).
- 1950: Heriberto Aja, funcionario público, escritor y educador mexicano (n. 1876).
- 1955: Fumio Hayasaka, compositor japonés (n. 1914).
- 1956: Jules Rimet, abogado, árbitro de fútbol y dirigente deportivo francés, presidente de la FIFA entre 1920 y 1954 (n. 1873).
- 1957: Henry Van de Velde, arquitecto, decorador y pintor belga modernista y racionalista (n. 1863).
- 1959: Stepán Bandera, líder nacionalista ucraniano (n. 1909).
- 1961: Rubén López Sabariego, trabajador cubano muerto en la base naval de Guantánamo (n. 1917).
- 1964: Cole Porter, compositor, pianista y letrista estadounidense de música popular y comedias musicales (n. 1891).
- 1965: Adolf Fraenkel, matemático alemán-israelí (n. 1891).
- 1976: Carlo Gambino, Jefe Mafioso Italo-americano (n. 1902).
- 1978: William Eugene Smith, fotógrafo estadounidense (n. 1918).
- 1983: Pat O'Brien, actor estadounidense (n. 1899).
- 1987: Thomas Sankara, presidente de Burkina Faso entre 1983 y 1987 (n. 1949).
- 1990: Boris Piotrovski, académico, historiador orientalista y arqueólogo soviético (n. 1908).
- 1991: Franz Johan, cómico español de origen austríaco (n. 1907).
- 1995: Carmen Martínez Sancho, matemática y docente española (n. 1901)
- 1996: Aldo Francia, médico pediatra y cineasta chileno (n. 1923).
- 1996: Leonardo Simons, presentador de televisión argentino (n. 1947).
- 1998: George Luz, militar estadounidense (n. 1921).
- 2000: Konrad Bloch, científico alemán, nacionalizado estadounidense, premio nobel de fisiología o medicina en 1964 (n. 1912).
- 2000: Leo Marini, cantante y actor argentino (n. 1920).
- 2005: Ramón Gaya, pintor y escritor español (n. 1910).
- 2006: Antonio Alegre Cremades, pintor español (n. 1939).
- 2006: José María Revuelta Prieto, político español (n. 1916).
- 2010: Susana Fontana, periodista y presentadora de televisión argentina (n. 1937).[5]
- 2012: Alfonso Pícaro, actor y comediante argentino (n. 1928).
- 2012: Norodom Sihanouk, rey camboyano (n. 1922).
- 2017: Choirul Huda, futbolista indonesio (n. 1979).
- 2017: Gonzalo Martínez Corbalá, ingeniero, político y diplomático mexicano (n. 1928).
- 2018: Paul Allen, cofundador de Microsoft (n. 1953).
- 2019: Cacho Castaña, cantante y compositor argentino (n. 1942).
- 2019: Marcelo Zlotogwiazda, periodista argentino (n. 1958).
- 2021: Alfredo López Austin, historiador mexicano (n. 1936).
- 2021: David Amess, político británico (n. 1952).
- 2021: Abel Rodríguez, actor cubano de cine, teatro y televisión (n. 1971).
- 2023: Suzanne Somers, actriz estadounidense (n. 1946).

## Celebraciones
- Día Internacional de las Mujeres Rurales.[6][7] Con el objetivo de reconocer a la mujer rural por su contribución en el desarrollo rural y agrícola.

- Día Mundial del Lavado de Manos.[8][7]

- Día Internacional del Bastón Blanco.[9][10] Este día busca dar la importancia al esfuerzo por lograr que las personas con discapacidad visual puedan lograr la completa inclusión en la sociedad y es una oportunidad de incrementar la conciencia en seguridad vial sobre el uso del bastón blanco.[7]

- Día Internacional de Concientización sobre la Muerte Gestacional, Perinatal y Neonatal.[11]

- Día Mundial de la Ambliopía.[12][7]

- Día de la Acción Global sobre Educación para el Consumo Sustentable.[13] Impulsada por la organización Consumers International, con el fin de promover la integración de la enseñanza de consumo sustentable en los planes curriculares formales de las escuelas de cada país.

Compartidas
(Por orden alfabético)
- Canadá y  Estados Unidos:
  - Región de los Grandes Lagos: 
    - Primer día en el que puede caer el Día Más Dulce, mientras que el 21 de octubre es el último; celebrado el tercer sábado de octubre.

- Organización de las Naciones Unidas:
  - Día Internacional de las Mujeres Rurales.[14]

- Unión Europea:
  - Día de la Salud de los Senos.

 Por países
(Por orden alfabético)
- Argentina: 
  - Día de las Cooperadoras Escolares.[15] Se eligió esta fecha porque, ese mismo día pero en 1816, se creó la Primera Junta Vecinal de Ayuda a las Escuelas, en Chascomús, provincia de Buenos Aires. Este fue el primer antecedente de lo que hoy se conoce como Cooperadora. En 1969, la Dirección general de Escuelas estableció esta fecha como forma de reconocer el trabajo que hacen para que los chicos y chicas aprendan en las mejores condiciones posibles.
  - Primer día en el que puede caer el Día de la Madre, mientras que el 21 de octubre es el último; celebrado el tercer domingo de octubre.
    -  Buenos Aires: 
      -  Aniversario de Tres de Febrero.[16]
Fundación: 15 de octubre de 1959 (65 años).[17]

    -  Misiones:
    - Aniversario de Los Helechos.[7]La llegada de los primeros inmigrantes a la zona fue en 1915, aunque por entonces ya habitaban comunidades aborígenes cuya cultura fue compartida por algunos colonizadores.[18]
Fundación: 15 de octubre de 1957 (67 años).
    - Aniversario de Dos Arroyos.[19] Su historia se remonta a finales del siglo XX con la llegada de corrientes inmigratorias desde Brasil, incluyendo colonos de origen brasileño, italiano y español, entre otros. La primera comisión de fomento fue conformada en 1935, lo que marcó el inicio de la organización formal de la localidad y que posteriormente culminaría con su municipalización.
Fundación: 15 de octubre de 1957 (67 años).

- Brasil:
  - Día del Maestro.

- Burkina Faso: 
  - Aniversario del coup d'État de 1987.

- Camboya:
  - Día de la Conmemoración del Rey Padre.

- Estados Unidos:
  - Día de la Seguridad del Bastón Blanco.
  - Día Nacional Latino de Concientización sobre el SIDA.

- Jamaica: 
  - Primer día en el que puede caer el Día de los Héroes, mientras que el 21 de octubre es el último; celebrado el tercer lunes de octubre.

- Túnez:
  - Día de la Evacuación.

### Santoral católico

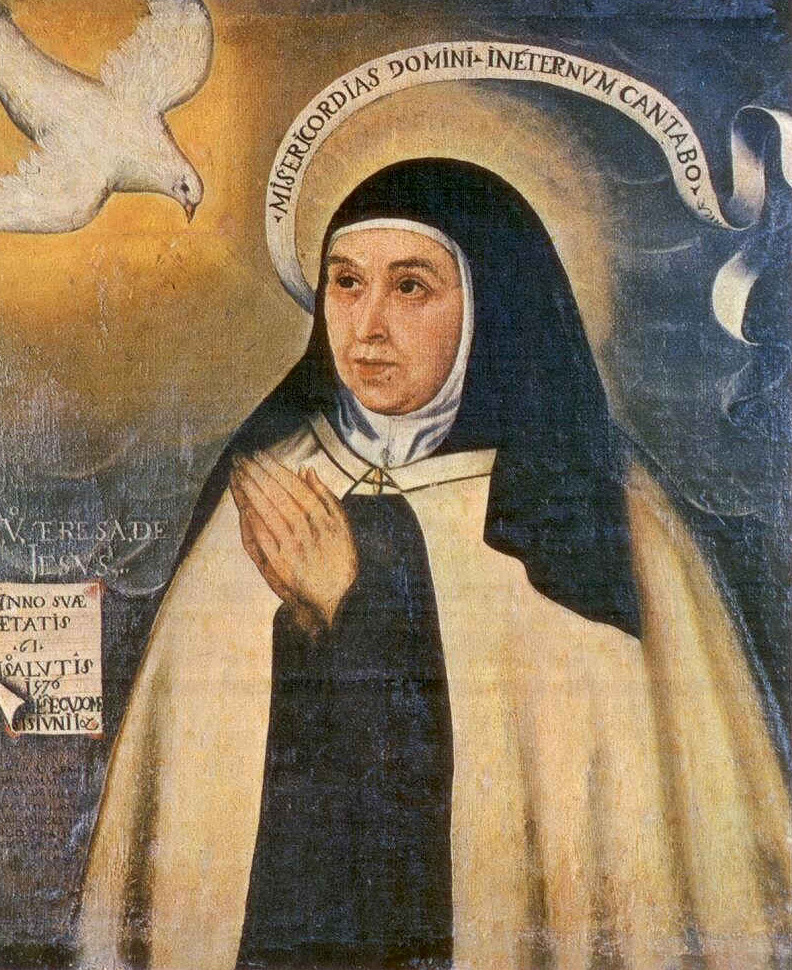
Santa Teresa de Ávila fue una monja y fundadora de la Orden de los Carmelitas Descalzos.

- Santa Teresa de Ávila (imagen).[7]Más conocida como Santa Teresa de Jesús.
- San Barses de Edesa.
- Santa Magdalena de Nagasaki.
- San Severo de Tréveris.
- Santa Tecla de Kitzingen.
- Beato Gonzalo de Lagos.
- Beato Narciso Basté Basté.